# Karinhegane
Karinhegane é um sítio arqueológico na região oriental de Sanaag, em Somalilândia. Ele contém alguma arte rupestre policromada única.

## Visão geral
Karinhegane está situada entre as cidades de Las Khorey e El Ayo. É o local de inúmeras pinturas rupestres de animais reais e míticos. Cada pintura tem uma inscrição abaixo dela, que coletivamente foi estimada em cerca de 2.500 anos.